# Le Gué-de-Velluire
 Le Gué-de-Velluire  es una comuna y población de Francia, en la región de Países del Loira, departamento de Vendée, en el distrito de Fontenay-le-Comte y cantón de Chaillé-les-Marais.
Su población en el censo de 1999 era de 467 habitantes.
Está integrada en la Communauté de communes des Isles du Marais Poitevin.

## Demografía
| 574 | 523 | 449 | 431 | 435 | 467 |
| Para los censos de 1962 a 1999 la población legal corresponde a la población sin duplicidades (Fuente: INSEE [Consultar]) |     |     |     |     |     |